# Chuang Jü-sin
Chuang Jü-sin (čínsky pchin-jinem Huáng Yùxīn, znaky 黃玉欣; * 26. listopadu 1971) je bývalá tchajwanská zápasnice – judistka.

## Sportovní kariéra
V tchajwanské ženské reprezentaci se pohybovala od počátku devadesátých let dvacátého století v superlehké váze do 48 kg. V roce 1992 startovala na olympijských hrách v Barceloně, kde nestačila v úvodním kole na Němku Kerstin Emichovou. V roce 1995 přepustila pozici reprezentašní jedničky talentované Jü Šu-čen a v roce 1996 s ní prohrála nominaci na olympijské hry v Atlantě.

## Výsledky
| Turnaj            | 1990            | 1991            | 1992            | 1993            | 1994            | 2005            |
| Turnaj            | 19              | 20              | 21              | 22              | 23              | 24              |
| Turnaj            | superlehká váha | superlehká váha | superlehká váha | superlehká váha | superlehká váha | superlehká váha |
| ----------------- | --------------- | --------------- | --------------- | --------------- | --------------- | --------------- |
| Olympijské hry    |                 |                 | úč.             |                 |                 |                 |
| Mistrovství světa |                 | úč.             |                 | úč.             |                 | —               |
| Asijské hry       | 3.              |                 |                 |                 | 3.              |                 |
| Mistrovství Asie  |                 | 2.              |                 | 3.              |                 | —               |
| Univerziáda       |                 |                 |                 |                 |                 | úč.             |